# Epicephala acrobaphes
Epicephala acrobaphes är en fjärilsart som först beskrevs av Turner 1900.  Epicephala acrobaphes ingår i släktet Epicephala och familjen styltmalar. Inga underarter finns listade i Catalogue of Life.